# Gewichtheffen op de Olympische Zomerspelen
Gewichtheffen is een van de sporten die op de Olympische Zomerspelen worden beoefend.
De sport stond op de Olympische Spelen van 1896 en 1904 op het programma met de onderdelen een- en tweearmig in open klassen (geen gewichtslimieten). Sinds de Zomerspelen van 1920 wordt het gewichtheffen in verschillende gewichtsklassen beoefend. Het gewichtheffen voor vrouwen staat vanaf de editie van 2000 op het olympisch programma.

## Gewichtsklassen

### Mannen
| Gewichtsklasse | 1920- 1936 | 1948     | 1952- 1968 | 1972- 1976 | 1980- 1992 | 1996    | 2000- 2016 | 2020    | 2024    |
| -------------- | ---------- | -------- | ---------- | ---------- | ---------- | ------- | ---------- | ------- | ------- |
| Vlieg          |            |          |            | -52 kg     | -52 kg     | -54 kg  |            |         |         |
| Bantam         |            | -56 kg   | -56 kg     | -56 kg     | -56 kg     | -59 kg  | -56 kg     | -61 kg  |         |
| Veder          | -60 kg     | -60 kg   | -60 kg     | -60 kg     | -60 kg     | -64 kg  | -62 kg     | -67 kg  | -61 kg  |
| Licht          | -67,5 kg   | -67,5 kg | -67,5 kg   | -67,5 kg   | -67,5 kg   | -70 kg  | -69 kg     | -73 kg  | -73 kg  |
| Midden         | -75 kg     | -75 kg   | -75 kg     | -75 kg     | -75 kg     | -76 kg  | -77 kg     | -81 kg  | -89kg   |
| Lichtzwaar     | -82,5 kg   | -82,5 kg | -82,5 kg   | -82,5 kg   | -82,5 kg   | -83 kg  | -85 kg     |         |         |
| Middenzwaar    |            |          | -90 kg     | -90 kg     | -90 kg     | -91 kg  | -94 kg     | - 96 kg |         |
| Zwaar I        |            |          |            |            | -100 kg    | -99 kg  |            |         |         |
| Zwaar (II)     | +82,5 kg   | +82,5 kg | +90 kg     | -110 kg    | -110 kg    | -108 kg | -105 kg    | -109 kg | -102 kg |
| Superzwaar     |            |          |            | +110 kg    | +110 kg    | +108 kg | +105 kg    | +109 kg | +109 kg |

### Vrouwen
| Gewichtsklasse | 2000- 2016 | 2020   | 2024   |
| -------------- | ---------- | ------ | ------ |
| Vlieg          | -48 kg     | -49 kg | -49 kg |
| 0              |            |        |        |
| Veder          | -53 kg     | -55 kg |        |
| Licht          | -58 kg     | -59 kg | -59 kg |
| Midden         | -63 kg     | -64 kg | -71 kg |
| Lichtzwaar     | -69 kg     | -76 kg |        |
| 0              |            |        |        |
| Zwaar          | -75 kg     | -87 kg | -82 kg |
| 0              |            |        |        |
| Superzwaar     | +75 kg     | +87 kg | +82 kg |

### Afgevoerde onderdelen
Alleen voor mannen
| Onderdeel | 1896+1904 |
| --------- | --------- |
| Eenarmig  | open      |
| Tweearmig | open      |

## Medailles

### Meervoudige medaillewinnaars
Onderstaande tabel geeft de 'succesvolste medaillewinnaars' in het gewichtheffen weer.
|                               | Olympiër                      | Jaren                         | Medailles                       | Gewichtsklasse                                           |
| Succesvolste medaillewinnaars | Succesvolste medaillewinnaars | Succesvolste medaillewinnaars | Succesvolste medaillewinnaars   | Succesvolste medaillewinnaars                            |
| ----------------------------- | ----------------------------- | ----------------------------- | ------------------------------- | -------------------------------------------------------- |
| 01                            | Pyrros Dimas                  | 1992, 1996, 2000, 2004        | Goud · Goud · Goud · Brons      | (m) lichtzwaar                                           |
| 02                            | Naim Süleymanoğlu             | 1988, 1992, 1996              | Goud · Goud · Goud              | (m) veder                                                |
| 02                            | / Akakios Kakhiashvilis       | 1992, 1996, 2000              | Goud · Goud · Goud              | (m) middenzwaar / zwaar I in 1992 als Kakhi Kakhiashvili |
| 02                            | Halil Mutlu                   | 1996, 2000, 2004              | Goud · Goud · Goud              | (m) vlieg, bantam                                        |
| 02                            | Lü Xiaojun                    | 2012, 2016, 2020              | Goud · Goud · Goud              | (m) midden                                               |
| 02                            | Lasja Talachadze              | 2016, 2020, 2024              | Goud · Goud · Goud              | (m) zwaar                                                |
| 07                            | Louis Hostin                  | 1928, 1932, 1936              | Zilver · Goud · Goud            | (m) lichtzwaar                                           |
| 07                            | Tommy Kono                    | 1952, 1956, 1960              | Goud · Goud · Zilver            | (m) licht / lichtzwaar / midden                          |
| 07                            | Yoshinobu Miyake              | 1960, 1964, 1968              | Zilver · Goud · Goud            | (m) bantam / veder                                       |
| 10                            | Arkadi Vorobjov               | 1952, 1956, 1960              | Brons · Goud · Goud             | (m) lichtzwaar / middenzwaar                             |
| Vier of meer medailles        |                               |                               |                                 |                                                          |
|                               | Norbert Schemansky            | 1948, 1952, 1956, 1960        | Zilver · Goud · Brons · Brons   | (m) middenzwaar / zwaar                                  |
|                               | Ronny Weller                  | 1988, 1992, 1996, 2000        | Brons · Goud · Zilver · Zilver  | (m) zwaar (II) / superzwaar                              |
|                               | / Nikolai Pesjalov            | 1992, 1996, 2000, 2004        | Zilver · Brons · Goud · Brons   | (m) veder / bantam / licht                               |
|                               | Eko Yuli Irawan               | 2008, 2012, 2016, 2020        | Brons · Brons · Zilver · Zilver | (m) bantam / veder                                       |

### Medaillespiegel
N.B. Medaillespiegel is bijgewerkt tot en met de Olympische Zomerspelen 2024. Exclusief op dat moment lopende herverdeling van medailles
| Plaats | Land                           | NOC    | Goud | Zilver | Brons | Totaal |
| ------ | ------------------------------ | ------ | ---- | ------ | ----- | ------ |
| 1      | China                          | CHN    | 43   | 16     | 8     | 67     |
| 2      | Sovjet-Unie                    | URS    | 39   | 21     | 2     | 62     |
| 3      | Verenigde Staten               | USA    | 17   | 17     | 12    | 46     |
| 4      | Bulgarije                      | BUL    | 13   | 17     | 9     | 39     |
| 5      | Iran                           | IRI    | 9    | 6      | 5     | 20     |
| 6      | Frankrijk                      | FRA    | 9    | 3      | 3     | 15     |
| 7      | Turkije                        | TUR    | 8    | 1      | 2     | 11     |
| 8      | Duitsland                      | GER    | 6    | 7      | 9     | 22     |
| 9      | Polen                          | POL    | 6    | 6      | 22    | 34     |
| 10     | Griekenland                    | GRE    | 6    | 5      | 4     | 15     |
| 11     | Noord-Korea                    | PRK    | 5    | 8      | 5     | 18     |
| 12     | Italië                         | ITA    | 5    | 5      | 8     | 18     |
| 13     | Thailand                       | THA    | 5    | 4      | 8     | 17     |
| 14     | Egypte                         | EGY    | 5    | 4      | 6     | 15     |
| 15     | Gezamenlijk team               | EUN    | 5    | 4      | 0     | 9      |
| 16     | Rusland                        | RUS    | 4    | 7      | 6     | 17     |
| 17     | Chinees Taipei                 | TPE    | 4    | 2      | 5     | 11     |
| 18     | Georgië                        | GEO    | 4    | 1      | 3     | 8      |
| 19     | Zuid-Korea                     | KOR    | 3    | 7      | 7     | 17     |
| 20     | Oostenrijk                     | AUT    | 3    | 4      | 2     | 9      |
| 21     | Tsjecho-Slowakije              | TCH    | 3    | 2      | 3     | 8      |
| 22     | Hongarije                      | HUN    | 2    | 9      | 9     | 20     |
| 23     | Roemenië                       | ROU    | 2    | 7      | 3     | 12     |
| 24     | Colombia                       | COL    | 2    | 6      | 3     | 11     |
| 25     | Japan                          | JPN    | 2    | 3      | 10    | 15     |
| 26     | Canada                         | CAN    | 2    | 3      | 1     | 6      |
| 27     | Bondsrepubliek Duitsland       | FRG    | 2    | 2      | 3     | 7      |
| 28     | Cuba                           | CUB    | 2    | 1      | 5     | 8      |
| 29     | Oekraïne                       | UKR    | 2    | 1      | 2     | 5      |
| 30     | Oezbekistan                    | UZB    | 2    | 1      | 1     | 4      |
| 31     | Noorwegen                      | NOR    | 2    | 0      | 0     | 2      |
| 32     | Indonesië                      | INA    | 1    | 7      | 8     | 16     |
| 33     | DDR                            | GDR    | 1    | 4      | 6     | 11     |
| 33     | Kazachstan                     | KAZ    | 1    | 4      | 6     | 11     |
| 35     | Groot-Brittannië               | GBR    | 1    | 4      | 4     | 9      |
| 36     | Wit-Rusland                    | BLR    | 1    | 4      | 3     | 8      |
| 37     | Estland                        | EST    | 1    | 3      | 3     | 7      |
| 38     | België                         | BEL    | 1    | 2      | 1     | 4      |
| 39     | Denemarken                     | DEN    | 1    | 2      | 0     | 3      |
| 40     | Australië                      | AUS    | 1    | 1      | 2     | 4      |
| 40     | Ecuador                        | ECU    | 1    | 1      | 2     | 4      |
| 42     | Spanje                         | ESP    | 1    | 1      | 1     | 3      |
| 43     | Filipijnen                     | PHI    | 1    | 1      | 0     | 2      |
| 44     | Mexico                         | MEX    | 1    | 0      | 3     | 4      |
| 45     | Finland                        | FIN    | 1    | 0      | 2     | 3      |
| 46     | Kroatië                        | CRO    | 1    | 0      | 1     | 2      |
| 46     | Qatar                          | QAT    | 1    | 0      | 1     | 2      |
| 48     | Armenië                        | ARM    | 0    | 5      | 2     | 7      |
| 49     | Zwitserland                    | SUI    | 0    | 2      | 2     | 4      |
| 50     | Venezuela                      | VEN    | 0    | 2      | 1     | 3      |
| 51     | Letland                        | LAT    | 0    | 1      | 2     | 3      |
| 51     | Trinidad en Tobago             | TRI    | 0    | 1      | 2     | 3      |
| 53     | Argentinië                     | ARG    | 0    | 1      | 1     | 2      |
| 53     | Dominicaanse Republiek         | DOM    | 0    | 1      | 1     | 2      |
| 53     | India                          | IND    | 0    | 1      | 1     | 2      |
| 53     | Nigeria                        | NGR    | 0    | 1      | 1     | 2      |
| 53     | Vietnam                        | VIE    | 0    | 1      | 1     | 2      |
| 58     | Libanon                        | LIB    | 0    | 1      | 0     | 1      |
| 58     | Luxemburg                      | LUX    | 0    | 1      | 0     | 1      |
| 58     | Samoa                          | SAM    | 0    | 1      | 0     | 1      |
| 58     | Singapore                      | SIN    | 0    | 1      | 0     | 1      |
| 58     | Turkmenistan                   | TKM    | 0    | 1      | 0     | 1      |
| 63     | Zweden                         | SWE    | 0    | 0      | 4     | 4      |
| 64     | Nederland                      | NED    | 0    | 0      | 3     | 3      |
| 65     | Bahrein                        | BRN    | 0    | 0      | 1     | 1      |
| 65     | Kameroen                       | CMR    | 0    | 0      | 1     | 1      |
| 65     | Irak                           | IRQ    | 0    | 0      | 1     | 1      |
| 65     | Litouwen                       | LTU    | 0    | 0      | 1     | 1      |
| 65     | Syrië                          | SYR    | 0    | 0      | 1     | 1      |
| –      | Individuele olympische atleten | AIN    | 0    | 0      | 1     | 1      |
| Totaal | Totaal                         | Totaal | 238  | 235    | 236   | 680    |

- 1928: Lichtgewicht (tot 67,5 kg): 2x gouden medaille
- 1936: Lichtgewicht (tot 67,5 kg): 2x gouden medaille
- 1992: Lichtzwaargewicht (tot 82,5 kg): bronzen medaille niet uitgereikt
Athene 1896 · 
St. Louis 1904 · 
Antwerpen 1920 · 
Parijs 1924 · 
Amsterdam 1928 · 
Los Angeles 1932 · 
Berlijn 1936 · 
Londen 1948 · 
Helsinki 1952 · 
Melbourne 1956 · 
Rome 1960 · 
Tokio 1964 · 
Mexico-stad 1968 · 
München 1972 · 
Montréal 1976 · 
Moskou 1980 · 
Los Angeles 1984 · 
Seoel 1988 · 
Barcelona 1992 · 
Atlanta 1996 · 
Sydney 2000 · 
Athene 2004 · 
Peking 2008 · 
Londen 2012 · 
Rio de Janeiro 2016 · 
Tokio 2020 · 
Parijs 2024 · 
Los Angeles 2028 
Medaillewinnaars
Olympische Zomerspelen
Olympische Winterspelen
Gerelateerd
Olympische Jeugdspelen · Paralympische Spelen · Deaflympische Spelen · Special Olympic World Games
IOC · COA · BOIC · NOC*NSF · NAOC · SOC